# Großsteingrab Vejleby Marker 3
Das Großsteingrab Vejleby Marker 3 war eine megalithische Grabanlage der jungsteinzeitlichen Nordgruppe der Trichterbecherkultur im Kirchspiel Ferslev in der dänischen Kommune Frederikssund. Es wurde im 19. Jahrhundert zerstört.

## Lage
Das Grab lag südwestlich von Strandgården auf einer Wiese nicht weit von der Küste. In der näheren Umgebung gibt bzw. gab es zahlreiche weitere megalithische Grabanlagen. 

## Forschungsgeschichte
Im Jahr 1873 führten Mitarbeiter des Dänischen Nationalmuseums eine Dokumentation der Fundstelle durch. Zu dieser Zeit waren keine baulichen Überreste mehr auszumachen. Der Hofbesitzer, der die Anlage abgetragen hatte, konnte aber noch recht genaue Angaben zu ihrem Aussehen machen.

## Beschreibung

### Architektur
Die Anlage besaß eine ostnordost-westsüdwestlich orientierte längliche Hügelschüttung mit einer Länge von etwa 75 m. Der Hügel bestand aus Erde, Rollsteinen und Feuerstein-Bruchstücken. Eine steinerne Umfassung scheint nicht vorhanden gewesen zu sein. Der Hügel enthielt zwei Grabkammern, die etwa 10 m voneinander entfernt waren. Beide waren ostnordost-westsüdwestlich orientiert und hatten eine Länge von 2,5 m sowie eine Breite zwischen 1,1 m und 1,3 m. Beide Kammern dürften als Dolmen anzusprechen sein.

### Funde
In beiden Kammern fand der Hofbesitzer menschliche Knochen, die gemäß der gefundenen Schädel zu wenigstens 8–10 Individuen gehörten. In der westlichen Kammer wurde zudem ein Feuerstein-Beil gefunden. Die östliche Kammer enthielt mehrere Gegenstände aus Bronze, darunter ein Doppelknopf und ein Niet von einem Dolchgriff.